# Eresus walckenaeri
Eresus walckenaeri is een spinnensoort uit de familie van de fluweelspinnen (Eresidae). De soort is vernoemd naar de Franse arachnoloog Charles Athanase Walckenaer.
De wetenschappelijke naam van de soort werd in 1832 gepubliceerd door Gaspard Auguste Brullé.

## Ondersoorten
- Eresus walckenaeri walckenaeri
- Eresus walckenaeri moerens C.L. Koch, 1846
  - = Eresus moerens C.L. Koch, 1846 (als ondersoort onder E. walckenaeri geplaatst door Carl Friedrich Roewer in 1962)